# Alangad
Alangad es una ciudad censal situada en el distrito de Ernakulam en el estado de Kerala (India). Su población es de 47329 habitantes (2011). Se encuentra a 20 km de Cochín y a 74 km de Alappuzha.

## Demografía
Según el censo de 2011 la población de Alangad era de 47329 habitantes, de los cuales 23204 eran hombres y 24105 eran mujeres. Alangad tiene una tasa media de alfabetización del 96,06%, superior a la media estatal del 94%: la alfabetización masculina es del 97,76%, y la alfabetización femenina del 94,43%.